# Nizza di Sicilia
Nizza di Sicilia (Nizza in siciliano) è un comune italiano di 3 483 abitanti della città metropolitana di Messina in Sicilia.
Il territorio comprende un'exclave collinare disabitata denominata Bosco San Ferdinando, che è più estesa della parte principale costiera.

## Storia

### Periodo antico
Tamaritio Palmarum o Palma Tamerici o Tamaricium Palmarum, località in cui secondo Appiano Alessandrino pernottò l'esercito di Pompeo prima della battaglia navale contro Ottaviano nel 36 a.C., è di localizzazione abbastanza controversa, così come incerto è il toponimo. Viene situata da diversi autori lungo una fascia piuttosto estesa della riviera jonica messinese compresa tra Sant'Alessio Siculo ed Alì Terme, denominata un po' da tutti gli studiosi "costa tamariciana".
Secondo Filippo Cluverio, però, il sito potrebbe localizzarsi "ad Nisi ostium" quindi alla foce del torrente Fiumedinisi, in base a quanto è riportato negli "Itineraria" di Antonino Pio (III secolo d.C.), che lo posizionano a 20.000 passi da Messina e 15.000 passi da "Per Tauromenion Naxo". Questo territorio fu attraversato dalla strada Consolare Valeria e quindi percorso da viaggiatori almeno fin dai tempi dei romani come tra l'altro testimonia il ritrovamento sulla spiaggia di monete risalenti a quel periodo.
Diversi autori la identificano con Phoinix. È doveroso puntualizzare che, sulla localizzazione di Phoinix, non appare condivisibile la teoria di Filippo Cluverio. Infatti, tutti gli studiosi sono concordi nell'affermare che Phoinix era sita un po' più a sud dell'attuale territorio di Nizza di Sicilia, cioè nei pressi degli attuali comuni di Santa Teresa di Riva e Furci Siculo.
Al Igiasah o Al Iggasah ('il susino' secondo Michele Amari o 'la pera', dall'arabo I-gasa) dovrebbe essere il nome della odierna Nizza di Sicilia. Michele Amari, nel tradurre il lavoro del geografo arabo Idrisi, identifica questa località con Marina di Fiumedinisi.
Cognomi come Elemicch, denominazioni come quartiere dei Saraceni, che deriva il suo nome dalla via Saraceni, oggi via Medici e quartiere dei Beduini, situato a ridosso del torrente Fiumedinisi, lasciano supporre che in questa località vivesse un gruppo di Arabi.

### Periodo recente
Il 15 maggio 1392 il Re e la Regina di Sicilia Martino I e Maria concessero il casale e il castello di Fiumedinisi a Tommaso Romano Colonna per aver ridotto alla loro ubbidienza la città di Messina. Questi, per i servigi resi alla Corona, possedette anche il territorio che va dal torrente Fiumedinisi a Sant'Alessio. Egli cedette fin dal 1408 al figlio Filippo la baronia di Fiumedinisi che comprende il territorio tra il torrente omonimo e l'odierno torrente Allume. Il tratto di riviera compreso tra questi due torrenti è la cosiddetta marina di Fiumedinisi. Questa mantenne il nome fino al 1613, anno in cui la vedova di Antonino Romano Colonna, duca di Fiumedinisi, sposa Giovanni La Rocca, proprietario di Lumera o Allumera. Con tale matrimonio quella parte della marina di Fiumedinisi che si estende dall'odierno castello d'Alcontres al torrente Allume divenne Marina di Roccalumera. La parte invece che va dal castello al torrente Fiumedinisi manterrà ancora per oltre 200 anni la denominazione di Marina di Fiumedinisi.
In seguito alla petizione di un centinaio di cittadini delle due Marine, capeggiati da don Emmanuele (sic) Iterdonato, Ferdinando II delle Due Sicilie emana il Real Decreto n. 1405 del 18 dicembre 1849, col quale riunisce le due Marine sotto il nome di San Ferdinando. Il nuovo comune ricevette da Fiumedinisi 241 ettari del terreno boschivo, che assumerà e manterrà il nome di bosco di San Ferdinando.
Con R.D. 1218 dell'11 maggio 1863, emanato dal re d'Italia Vittorio Emanuele II, San Ferdinando cambia nome e diventa Nizza di Sicilia in onore dell'Eroe dei due Mondi Giuseppe Garibaldi, il quale già l'aveva così chiamata nel 1860 in una sua ricevuta rilasciata a una delegazione di sanferdinandesi, che gli aveva consegnato un contributo in denaro per la causa nazionale. Nel 1929, in seguito al R.D. 655 del 28 marzo, Nizza diventa frazione di Roccalumera e lo sarà fino al 25 dicembre 1948, data di entrata in vigore della Legge regionale n. 42 del 3/12/1948.
Sul territorio comunale opera la Parrocchia Santa Maria Assunta e San Giuseppe, istituzione nata nel 1984 dall'unificazione delle due parrocchie preesistenti. Oltre alle loro chiese, sul suolo nizzardo sorgono anche le chiese filiali di San Giovanni Battista e San Francesco di Paola. San Giuseppe è il Santo Patrono  della cittadina nizzarda.
Sotto il profilo spirituale, fortemente radicato nel popolo di Nizza è il culto mariano dell'Immacolata concezione e dell'Assunzione al cielo, le cui ricorrenze sono solennemente celebrate nelle chiese di San Giovanni e dell'Assunta.

### Simboli
Lo stemma del comune di Nizza di Sicilia è stato concesso con decreto n. 12002 del presidente della Repubblica Italiana del 17 novembre 1992.

## Monumenti e luoghi d'interesse
Chiesa di Santa Maria Assunta
La chiesa di Santa Maria Assunta è dedicata alla patrona del paese (aeque principalis insieme a San Giuseppe) e si trova sulla via Nazionale, in corrispondenza del quartiere Landro-Casapinta. Il culto della Vergine nasce dall'evoluzione dell'antica e attesa Sagra di Treaire, con il pellegrinaggio da Allume, i giochi e l'allestimento dell'altarino con il quadro dell'Assunta. Nel 1892 fu eretta la prima chiesa con il lavoro degli stessi abitanti del quartiere Landro e di Casapinta, quartiere storico che con le sue casine e i suoi vicoletti ancora ben conservati ricorda la memoria agricola del paese. Essendo però poco capiente fu abbandonata e sostituita nel 1957 con una seconda chiesa, più grande della precedente, costruita sul terreno antistante. La seconda chiesa manifesta importanti difetti di stabilità e falliti due tentativi di ristrutturazione, la vecchia struttura fu abbattuta per costruirne una nuova inaugurata nel 1983. La chiesa è sede della festa liturgica ed esterna in onore della Patrona, che culmina con la processione del 15 agosto.
Chiesa di San Giuseppe
La Chiesa di San Giuseppe si trova nel cuore del quartiere Fiumarello ed è dedicata all'altro patrono del paese (aeque principalis insieme a Maria Assunta). Sorta come cappella privata dei Principi d'Alcontres, fu danneggiata gravemente dal terremoto del 1908 e riedificata dall'arcivescovo Pajno. Fu eretta a parrocchia il 26 luglio 1921, mentre ancora era inagibile (in quanto la ricostruzione iniziò il 12 marzo 1925). Al suo interno ospite alcune sculture di pregio, come il simulacro di San Biagio, di San Giuseppe, una crocifisso cinquecentesco e una suggestiva riproduzione in roccia lavica della grotta di Lourdes con il simulacro della Vergine. La chiesa è sede della festa liturgica in onore del Patrono San Giuseppe e di San Biagio.
Chiesa di San Giovanni Battista
Eretta nel XVII secolo, per l'uso degli abitanti della Marina di Fiumedinisi, è chiesa filiale della parrocchia di Santa Maria Assunta e San Giuseppe. In essa sono custoditi diversi dipinti e statue di pregio, tra cui quelle di san Giovanni e dell'Immacolata, di autore anonimo, ma estremamente somigliante alla Madonna del Carmelo di Furnari e all'Immacolata del Duomo di Pozzo di Gotto, attribuite al messinese Michele Gangeri, operante nel XIX secolo. Inoltre è presente anche una tavola raffigurante la Madonna con i santi Pietro e Paolo datata 1587. La chiesa è sede della festa liturgica ed esterna in onore dell'Immacolata, che culmina con la processione dell'8 dicembre e, con cadenza quinquennale, la processione a mare.
Chiesa di San Francesco di Paola
Risalente al 1733, è chiesa filiale della parrocchia Santa Maria Assunta e San Giuseppe. Sorse come cappella del convento dei frati Paolotti e grazie alla munificenza del Principe D'Alcontres, il cui stemma si poteva osservare fino al terremoto del 1908 sulla porta della chiesa. Il tempietto oggi ospita un San Francesco dipinto dal pittore Parmigiani e, nella nicchia sopra l'architrave del portale, un San Francesco di argilla che sostituisce il precedente trafugato nel 1986.

### Architetture civili
Castello D'Alcontres

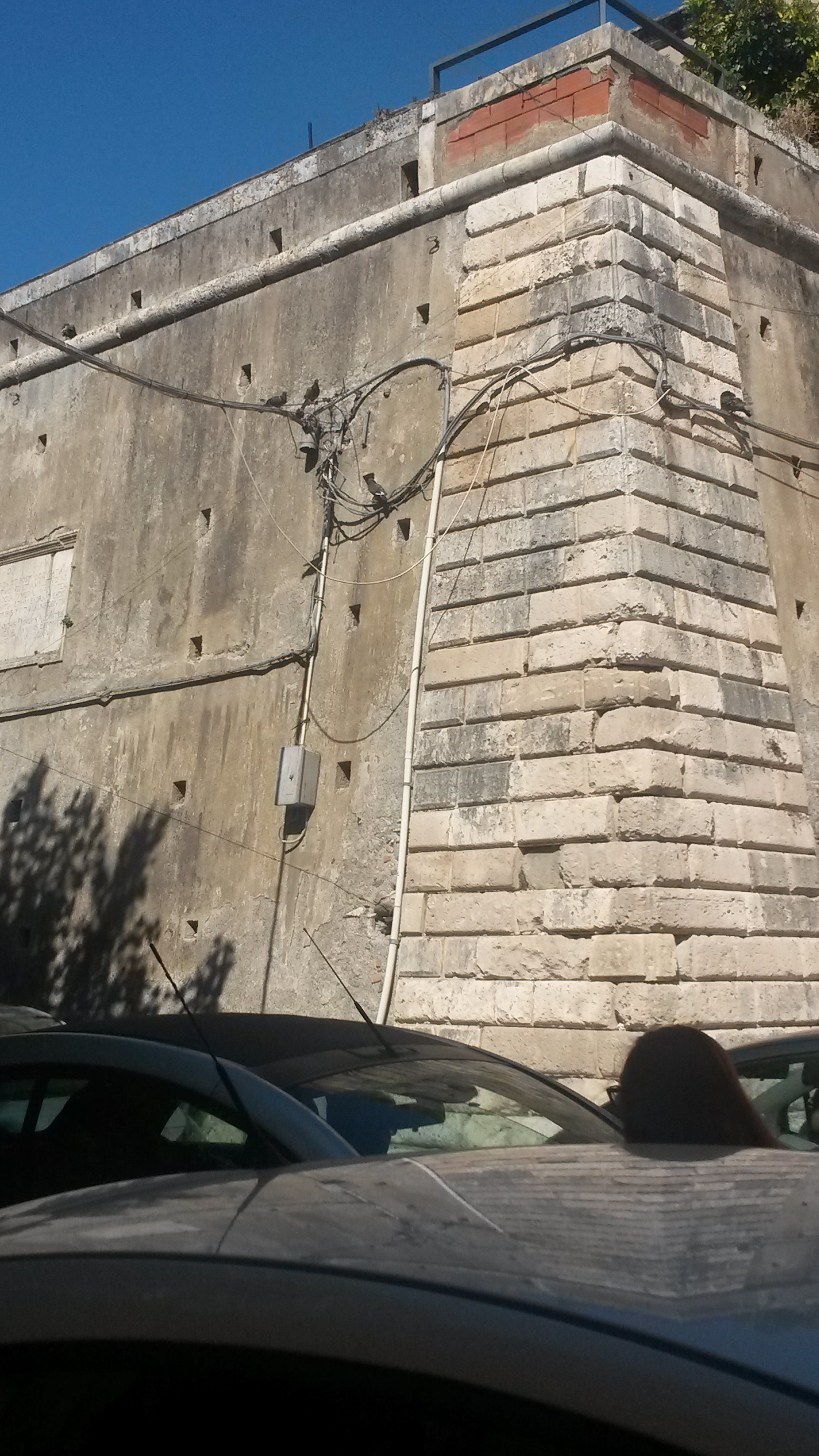
Resti del Castello D'Alcontres.

Costruito nei primi anni del XVI secolo, il Castello appartenne ai Signori di Fiumedinisi prima di diventare proprietà dei La Rocca, principi D'Alcontres. La struttura dell'edificio presentava due corpi merlati più sporgenti verso il mare, rispetto al resto della costruzione. Uno di questi corpi merlati presentava anche una garitta. Oggi si possono ammirare solo le parti del Castello che comprendono la gradinata, la cappella di famiglia, rappresentata dalla chiesa di San Giuseppe, la porta principale e uno dei due corpi merlati. Il 6 agosto 2016 il comune di Nizza di Sicilia ha celebrato il 350º anniversario della costruzione del castello con un corteo storico con picchetto armato, giocolieri, mangiafuoco ed esibizione degli sbandieratori e musici del rione Panzera di Motta S. Anastasia.
Palazzo del museo del Risorgimento
La storia di Nizza di Sicilia, piccolo comune della riviera jonica messinese quasi equidistante dalle più conosciute città di Messina e di Taormina, tramanda le epiche gesta del col. Giovanni Interdonato, patriota e garibaldino, sindaco, possidente e produttore dell'omonimo “limone speciale”, molto apprezzato dagli inglesi. Lo inquadra come figura di riferimento per i rivoltosi che parteciparono ai moti antiborbonici del 1848-49 e per i siciliani che combatterono al fianco di Giuseppe Garibaldi nel 1860. L'Amministrazione nizzarda, per ricordare questo suo intervento a favore dell'Unità d'Italia, e quello di diversi suoi parenti e amici, tra cui il fratello Stefano, il farmacista Nicolò Balsamà, il cugino avv. Giovanni Interdonato, il marchesino Pietro Mauro, e tanti altri, ha allestito e inaugurato il 1º agosto 2010 un museo nell'ottocentesco palazzo Parisi-De Luca, acquistato e restaurato con fondi europei. In esso custodisce ed espone armi e cimeli, documenti, bandi, proclami, monete medaglie, lettere, testimonianza di una scuola primaria pubblica gratuita inaugurata sotto il regno borbonico, dipinti, stampe, che ripropongono momenti e personaggi del Risorgimento. L'edificio che ha il suo ingresso principale al n. 192 di via Umberto I, risale alla fine dell'Ottocento ed è un esempio di quell'architettura tardo-neoclassica che in Sicilia si ispira agli insegnamenti dell'architetto palermitano Giuseppe Venanzio Marvuglia (Palermo 1729-1814). Il suo prospetto principale, rivolto a nord-ovest, rivela una composta successione su due livelli di porte finestre e balconi che con la loro uniformità valorizzano le due aperture centrali, la cui importanza viene svelata dalla cornice del portone principale formata da paraste in marmo scanalato che sorreggono i capitelli e quindi l'arco a tutto sesto e del balcone sovrastante sormontato da un timpano incorniciato da un frontone a sime continue. L'importanza degli elementi centrali è ancor più evidenziata da un bugnato liscio, che si ripete ai lati della facciata. Le mensole dei balconi e degli architravi sono abbellite da foglie di acanto. Il Museo del risorgimento è ospitato al primo piano, in due ali suddivise complessivamente in nove salette espositive impreziosite da affreschi e decorazioni sulle volte. L'ala sinistra è composta dalle salette Garibaldi, Interdonato, della Bandiera, delle armi (che espone anche monete e medaglie); l'ala desta comprende invece documenti e una libreria con testi a tematiche risorgimentali. I reperti sono di proprietà del Comune di Nizza di Sicilia e in parte sono il frutto di acquisti e donazioni di privati. Alcuni dipinti e armi sono concessi in esposizione dai proprietari per un tempo limitato.

## Società

### Evoluzione demografica
Abitanti censiti

## Amministrazione
Di seguito è presentata una tabella relativa alle amministrazioni che si sono succedute in questo comune.
| Periodo          | Periodo          | Primo cittadino     | Partito              | Carica  | Note   |
| ---------------- | ---------------- | ------------------- | -------------------- | ------- | ------ |
| 1º luglio 1988   | 8 giugno 1993    | Giuseppe Di Tommaso | Democrazia Cristiana | Sindaco | [ 10 ] |
| 8 giugno 1993    | 1º dicembre 1997 | Giuseppe Di Tommaso | -                    | Sindaco | [ 10 ] |
| 1º dicembre 1997 | 28 maggio 2002   | Giuseppe Di Tommaso | -                    | Sindaco | [ 10 ] |
| 28 maggio 2002   | 15 maggio 2007   | Carmelo Rasconà     | lista civica         | Sindaco | [ 10 ] |
| 16 maggio 2007   | 8 maggio 2012    | Giuseppe Di Tommaso | lista civica         | Sindaco | [ 10 ] |
| 8 maggio 2012    | 12 giugno 2017   | Giuseppe Di Tommaso | lista civica         | Sindaco | [ 10 ] |
| 12 giugno 2017   | 13 giugno 2022   | Piero Briguglio     | lista civica         | Sindaco | [ 10 ] |
| 13 giugno 2022   | in carica        | Natale Briguglio    | lista civica         | Sindaco | [ 10 ] |

### Altre informazioni amministrative
Il comune di Nizza di Sicilia fa parte delle seguenti organizzazioni sovracomunali: regione agraria n. 6 (Montagna litoranea dei Peloritani).

## Sport
Ha sede nel comune la società di calcio Valdinisi che ha disputato campionati dilettantistici regionali.